# Groote Wielen (meer)
De Groote Wielen is een meer in de Nederlandse provincie Friesland, gelegen ten oosten van de stad Leeuwarden, ten noorden van de Groningerstraatweg (N355). In het noorden gaat de Groote Wielen over in het Houtwiel, en daarna in de Sierdswiel. In het oosten loopt de Rijperkerkstervaart naar Rijperkerk. In het westen gaat de Groote Wielen over in de Wielhals en sluit aan op het Ouddeel.
Aan de zuidkant van het meer bevindt zich het gelijknamig restaurant, met een jachthaven en een paintball- en activiteitencentrum. Ten oosten hiervan ligt een windsurf-strand.
De Groote Wielen wordt voor een groot gedeelte beheerd door It Fryske Gea als onderdeel van het natuurgebied de Groote Wielen (officieel, Fries: Grutte Wielen). Dit gebied is aangewezen als vogelrichtlijngebied.